# 586e régiment du train
Le 586e régiment du train (586e RT) est une unité militaire française qui a participé à la guerre d'Algérie sous le nom de 586e bataillon du train.

## Historique
Le 586e bataillon du train (586e BT) est créé le 1er novembre 1956 par changement de nom du 236e bataillon d'infanterie, formé à Caen en 1956 avec des rappelés disponibles. Affecté dans la zone Ouest Algérois, le bataillon est dissous le 30 septembre 1961 à Marceau.
Le bataillon a perdu 36 tués au combat ou par accident.
Le bataillon donne naissance de 1978 à 1985 au 586e régiment du train[réf. à confirmer].

## Insigne
L'insigne du 586e BT, homologué G1 458 le 8 novembre 1957, est constitué d'un champ de gueules chargé d'un Léopard (symbole de la Normandie), au chef d'hermine (symbole de la Bretagne). Le champ de gueules porte également une grenade (symbole de l'infanterie), un croissant (symbole de l'Afrique française du Nord) et une roue dentée (symbole du train).

## Drapeau
Le drapeau du régiment porte l'inscription AFN 1952-1962.